# Navigation par satellite
 (septembre 2024).
Si vous disposez d'ouvrages ou d'articles de référence ou si vous connaissez des sites web de qualité traitant du thème abordé ici, merci de compléter l'article en donnant les références utiles à sa vérifiabilité et en les liant à la section « Notes et références ».

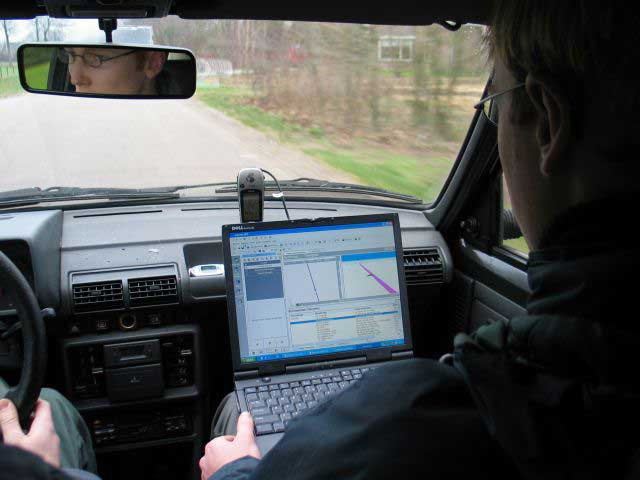
Un ordinateur portable muni d'un récepteur GPS peut servir de système de navigation

La navigation par satellite est une technique de navigation  qui permet de définir la position d'un mobile (terrestre, aérien ou maritime) à l'aide d'un équipement électronique captant le signal de satellites artificiels.

## Mise en œuvre
Les système suivants sont opérationnels :
- Beidou ;
- Galileo ;
- GPS ;
- Glonass ;
- QZSS.

L'enregistreur satellite capte le signal de plusieurs satellites (au moins quatre), et calcule une position absolue en latitude et longitude, qu'il suffit de reporter sur la carte.
Cette position est affichée sur un écran en fonction d'un système de référence (ED50 (en) système obsolète ou WGS 84). Par enregistrement des mesures successives, les enregistreurs sont aussi capables d'afficher la route suivie, sous forme de « route sur le fond » et de « vitesse fond ».

## Bénéfices
Ce système permet de positionner très rapidement une chose mobile directement sur une carte. De nombreuses fonctions des récepteurs permettent aussi de programmer la route suivie: dans l'automobile sous forme d'itinéraire; dans la navigation — sous forme de waypoints (points de passages sur le chemin — pour faciliter le travail du navigateur.

## Inconvénients (navigation maritime)
- Il faut être très attentif au « système de coordonnées » utilisé, et bien convertir, si besoin est, les coordonnées dans le système de référence utilisé sur la carte marine.
- Par ailleurs, tous les systèmes de ce type ont une incertitude de positionnement, qui peut atteindre 100 mètres. Elle est indiquée comme « erreur circulaire probable » sur le récepteur. Cette incertitude rend ce système parfois impossible à utiliser trop près des côtes.
- Enfin, l'utilisation de cette technique nécessite la présence « d'électricité » à bord.